# Харківський метроміст
Ха́рківський метромі́ст — метроміст закритого типу в Харкові, єдиний міст-метро у місті, розташований на Салтівській ліній між станціями «Київська» та «Академіка Барабашова». Довжина надземної частини складає 980 м.

## Історія
Перетинає річку Харків та поєднує Середню Журавлівку та Тюринку. Починається за вірменською церквою Сурб-Арутюн і закінчується в промзоні перед ринком Барабашово.
Уведений в експлуатацію 10 серпня 1984 року. При його будуванні було знесено кілька кварталів житлової забудови приватного сектору Журавлівки, здебільшого на правому березі річки Харків.
Метроміст має форму дуги, закритий, без вікон (щоб не порушувати вентиляцію тунелів метро). Початково міст був блакитного кольору із зовнішнім освітленням.
Уздовж лінії метромосту, поряд з ним, наприкінці 1980-х років планувалося прокласти проспект від Журавлівського узвозу й вулиці Шевченка (Журавлівка, поруч з нинішнім «Ростом»), просто до проспекту Льва Ландау (тоді проспект 50-річчя СРСР, Салтівка), тобто з'єднати навпростець Нагірний район із Салтівкою, заради чого приватну забудову вздовж лінії метромосту було знесено з великим запасом.
Було збудовано дві опори майбутнього автомобільного мосту поруч з метромостом, після чого будівництво припинилося. Тепер завершити будування не можливо через величезний ринок Барабашова, що виник пізніше.
2001 року вхід на нижній пішохідний перехід на метроміст було закрито через відсутність перил.

## Галерея

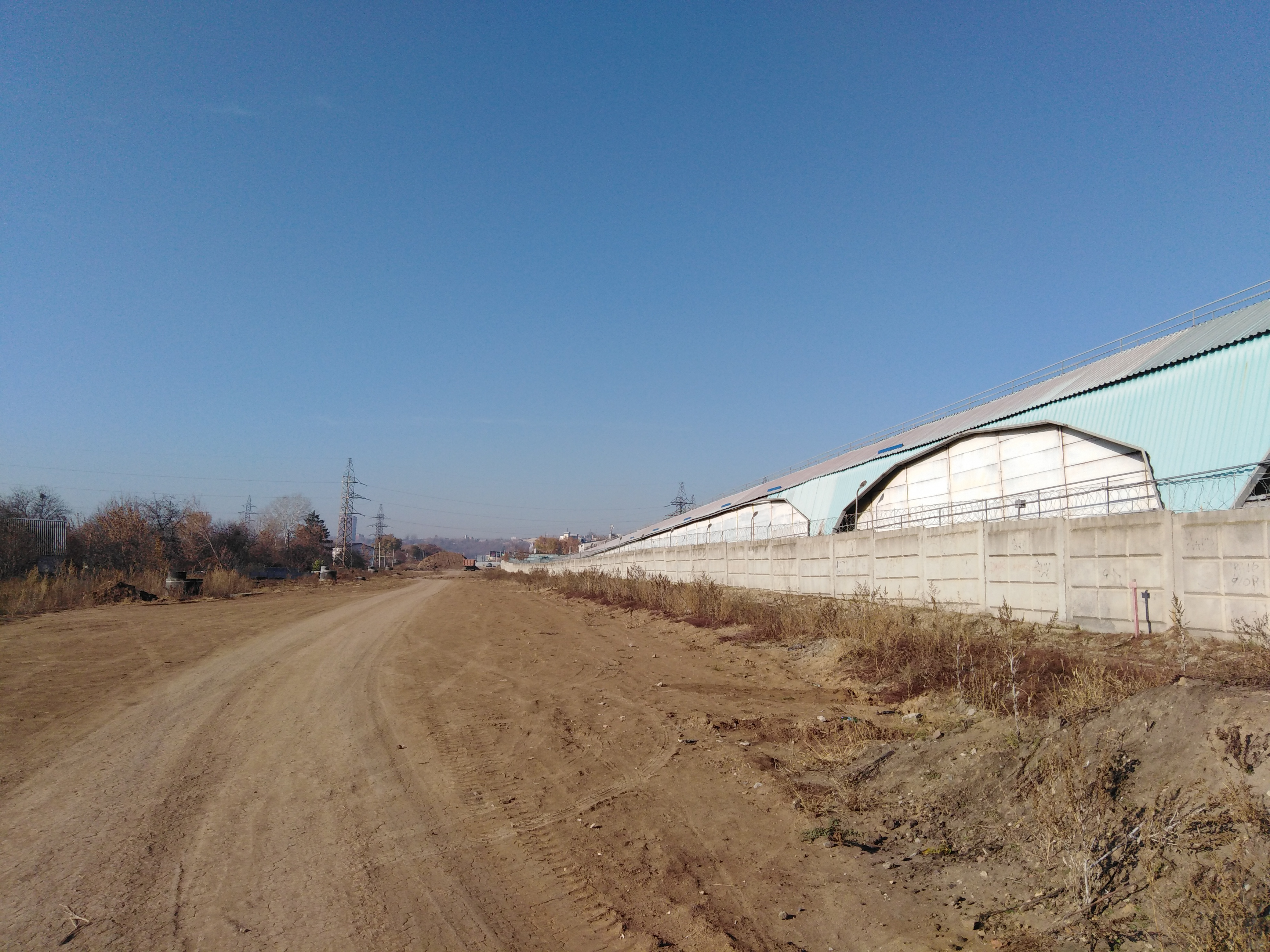
Край метромосту у напрямку станції метрополітену Київська
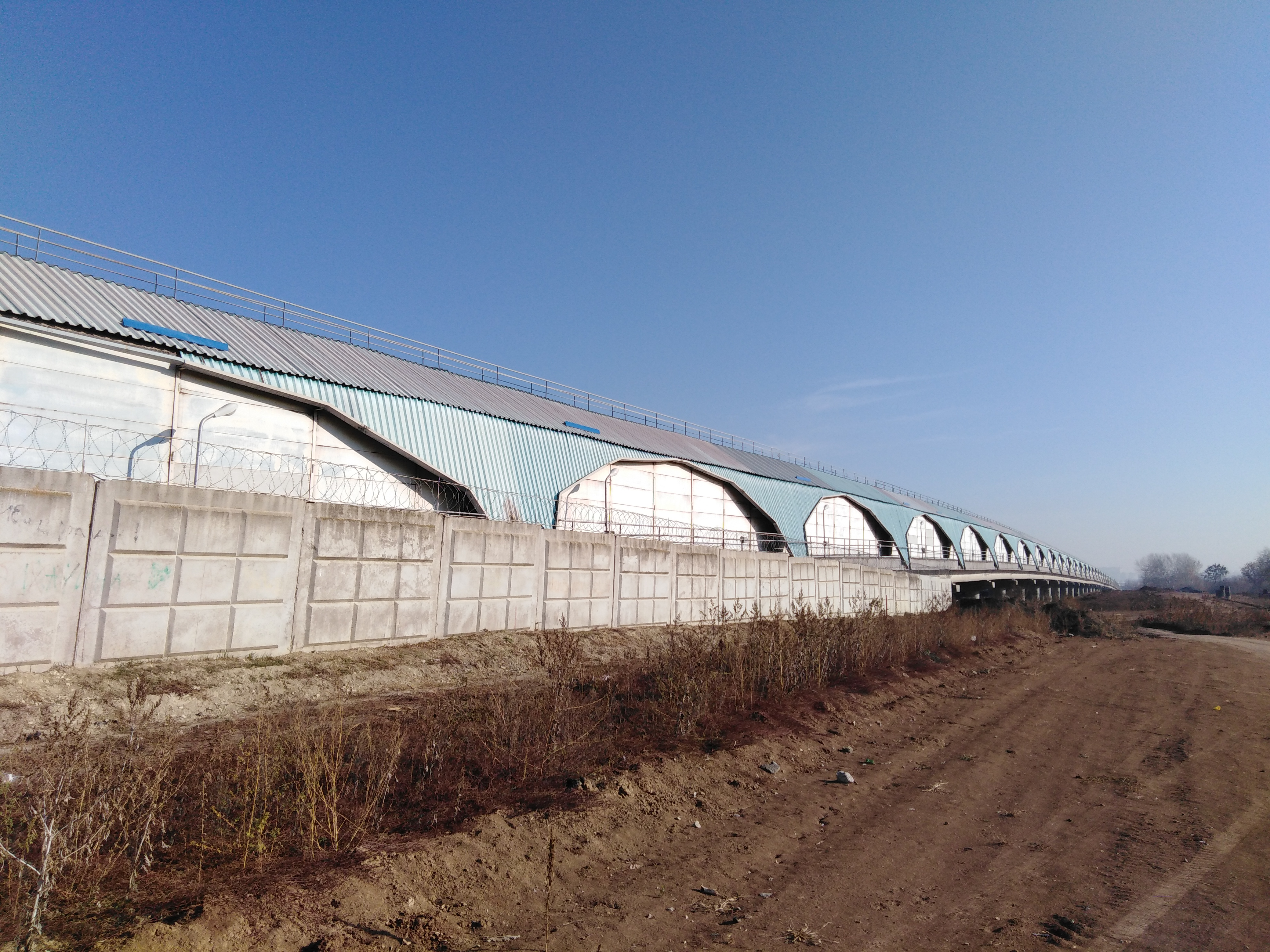
Підйом метромосту
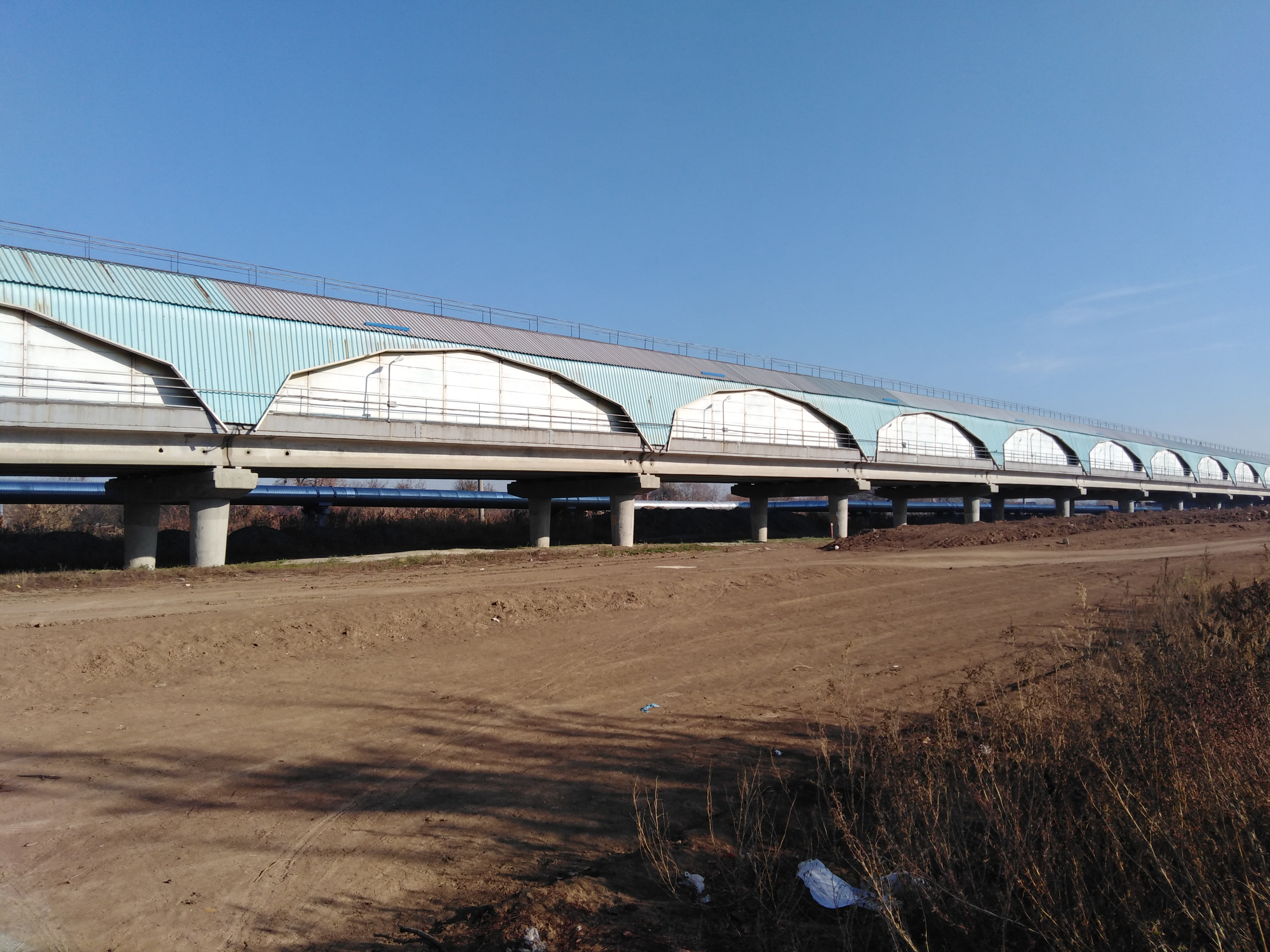
Метроміст
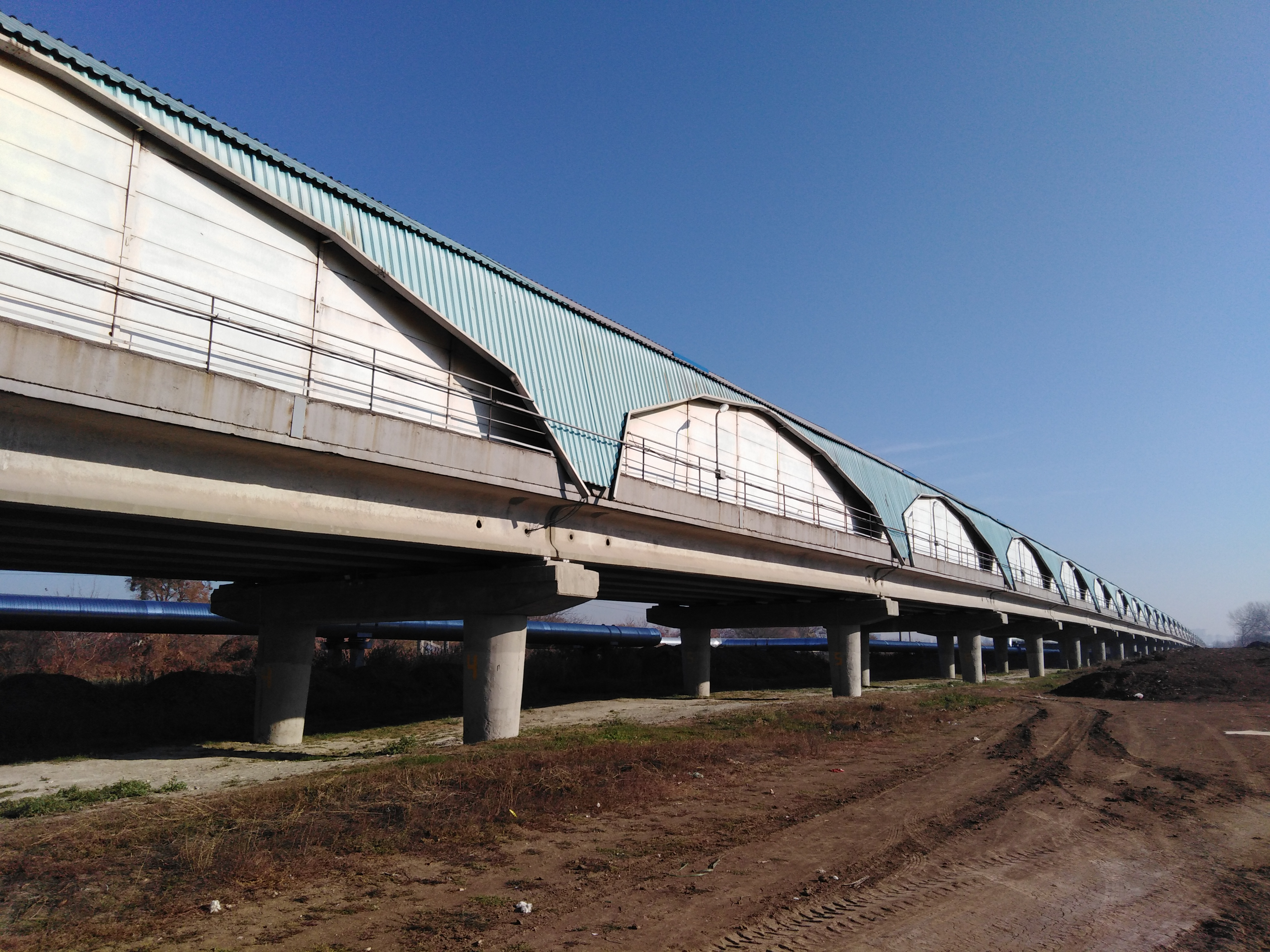
Метроміст
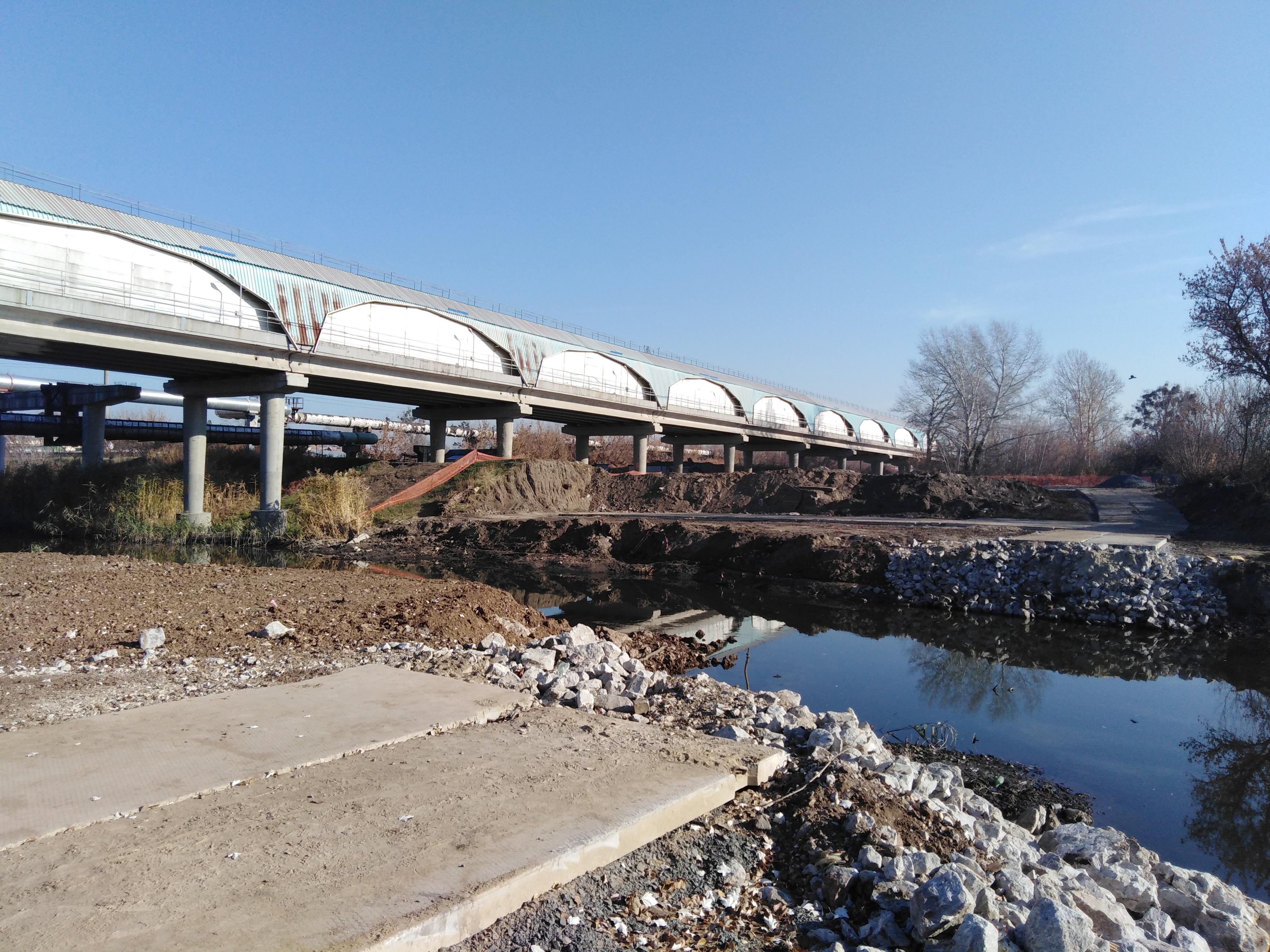
Метроміст перетинає річку Харків
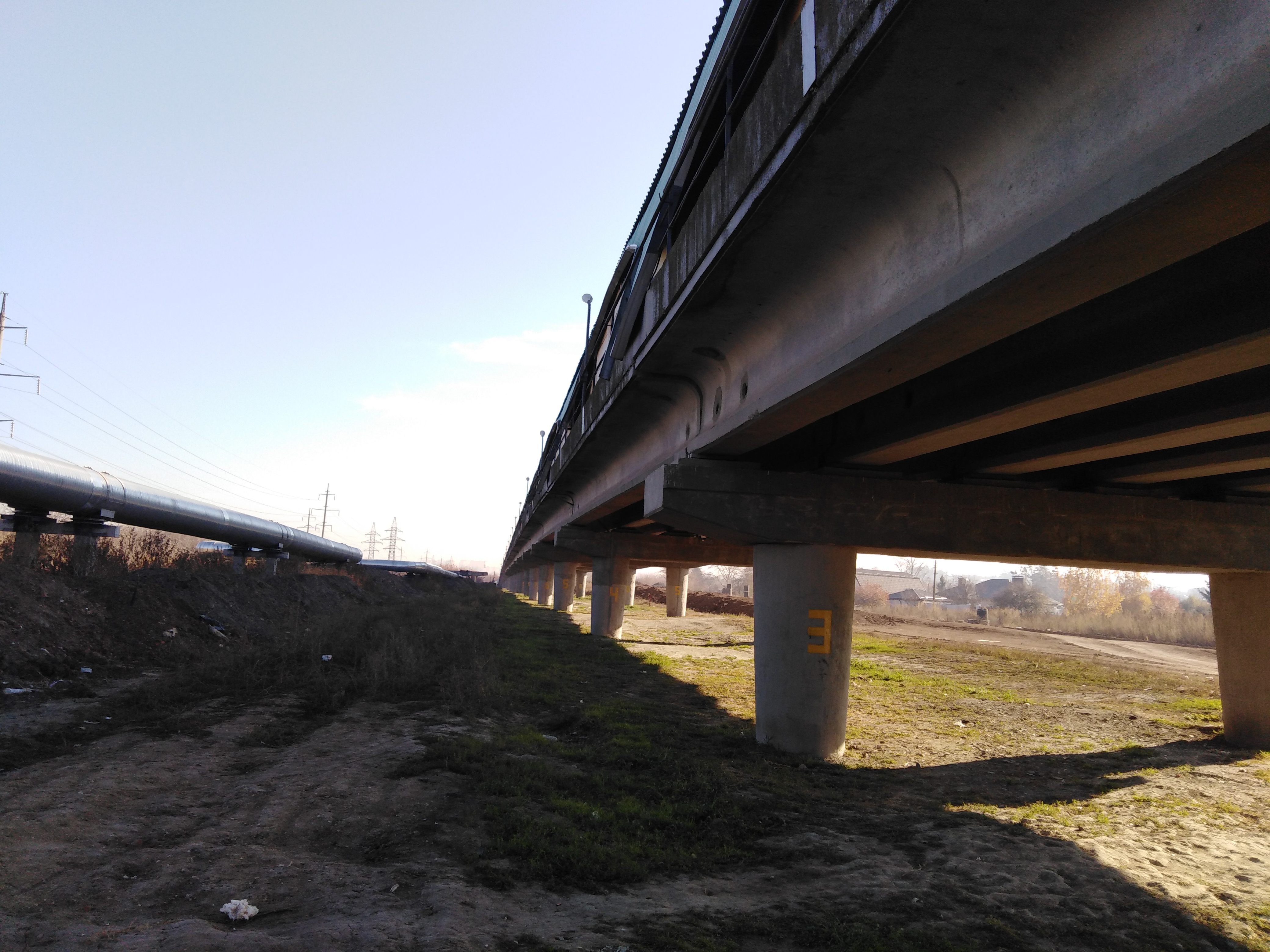
Метроміст